# Thăm dò dầu khí
Thăm dò dầu khí, hay còn gọi là thăm dò Hydrocarbon, là công tác tìm kiếm dầu mỏ và khí đốt bên dưới bề mặt Trái Đất, được thực hiện bởi các kỹ sư địa chất và kỹ sư địa vật lý. Môn khoa học ứng dụng này là một nhánh của địa chất học và địa chất dầu khí.

## Phương pháp thăm dò
Hiện nay, nhiều công nghệ tinh vi và hiện đại đã được ứng dụng để phát hiện và thẩm định quy mô của các vỉa dầu khí. Khu vực được cho là có chứa dầu khí sẽ được thực hiện các khảo sát trọng lực, khảo sát từ tính, khảo sát địa chấn để phát hiện các đặc tính của một vỉa chứa.
Các khu vực có tiềm năng sẽ được khảo sát địa chấn chi tiết hơn, là những hoạt động trên nguyên tắc sóng âm thanh đi qua những vật chất (đá) có mật độ khác nhau sẽ có thời gian phản xạ lại khác nhau. Sau đó những phép tính chuyển đổi sang độ sâu giúp xây dựng nên hình ảnh của cấu trúc dưới lòng đất.
Tiếp theo, khi một khu vực tiềm năng thoả mãn các tiêu chí lựa chọn của một công ty dầu khí, giếng thăm dò sẽ được khoan nhằm xác định sự hiện diện của dầu hoặc khí.
Khai thác dầu khí là một hoạt động tốn kém và có rủi ro cao. Nhất là các hoạt động thăm dò ở khu vực xa bờ hoặc vùng hẻo lánh thường chỉ được thực hiện bởi các tập đoàn lớn hoặc công ty chính phủ. Một giếng dầu nông thông thường ở biển Bắc có thể tiêu tốn 10 đến 30 triệu USD, trong khi một giếng ở vùng nước sâu có thể tốn lên đến hơn 100 triệu USD.

## Các yếu tố của một triển vọng dầu khí (prospect)
Một triển vọng dầu khí là một bẫy (trap) mà các kỹ sư địa chất tin rằng có thể chứa dầu khí. Có bốn yếu tố địa chất cần có mặt như những điều kiện cần và đủ cho một triển vọng dầu khí. Nếu bất kỳ yếu tố nào vắng mặt thì chắc chắn dầu hoặc khí đều không tồn tại ở đó.
- Đá sinh (đá mẹ): Loại đá trầm tích giàu vật chất hữu cơ, ví dụ như đá phiến sét hoặc than, dưới áp suất và nhiệt độ cao trong một khoảng thời gian dài có khả năng sinh ra hydrocarbon..
- Sự di chuyển: Các hydrocarbon bị đẩy ra khỏi đá sinh bởi ba cơ chế: từ đá có mật độ cao sang đá mật độ thấp hơn; đi lên phía trên vì chúng nhẹ hơn môi trường xung quanh, hoặc cũng có thể di chuyển xuống dưới trong quá trình giãn nở vì nhiệt.
- Đá chứa: Thường là tầng đá có độ rỗng và độ thấm tốt. Dầu khí sẽ nằm trong các lỗ rỗng của đá cát kết, đá vôi hoặc trong các khe nứt mở của đá granit.
- Bẫy: Hydrocarbon thường nhẹ và di chuyển lên trên nên cần có một cấu trúc giữ chúng lại, ví dụ như một bẫy cấu trúc (nếp lồi, đứt gãy...) hoặc bẫy địa tầng.
- Tầng chắn: Phía trên của đá chứa thường phải được bao phủ bởi một tầng đá không thấm (ví dụ như đá sét kết) nhằm ngăn chặn hydrocarbon thoát lên trên bề mặt.